# Maihueniopsis subterranea
Maihueniopsis subterranea är en kaktusväxtart som först beskrevs av Robert Elias Fries, och fick sitt nu gällande namn av Edward Frederick Anderson. Maihueniopsis subterranea ingår i släktet Maihueniopsis och familjen kaktusväxter. Inga underarter finns listade i Catalogue of Life.

## Bildgalleri

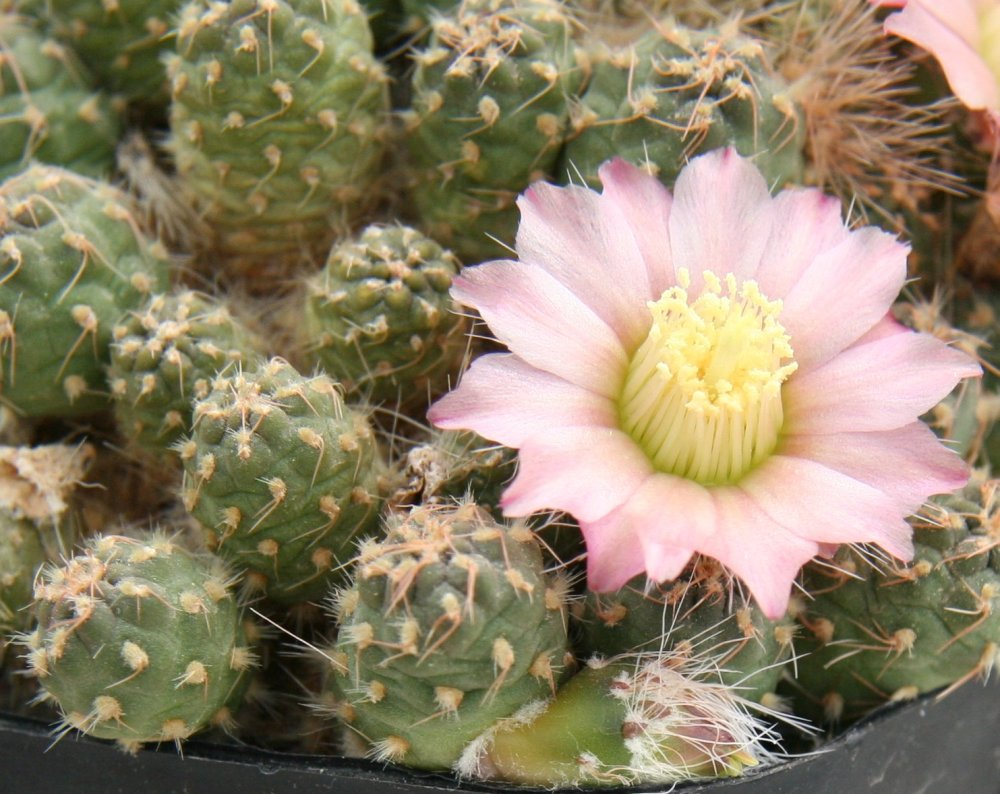
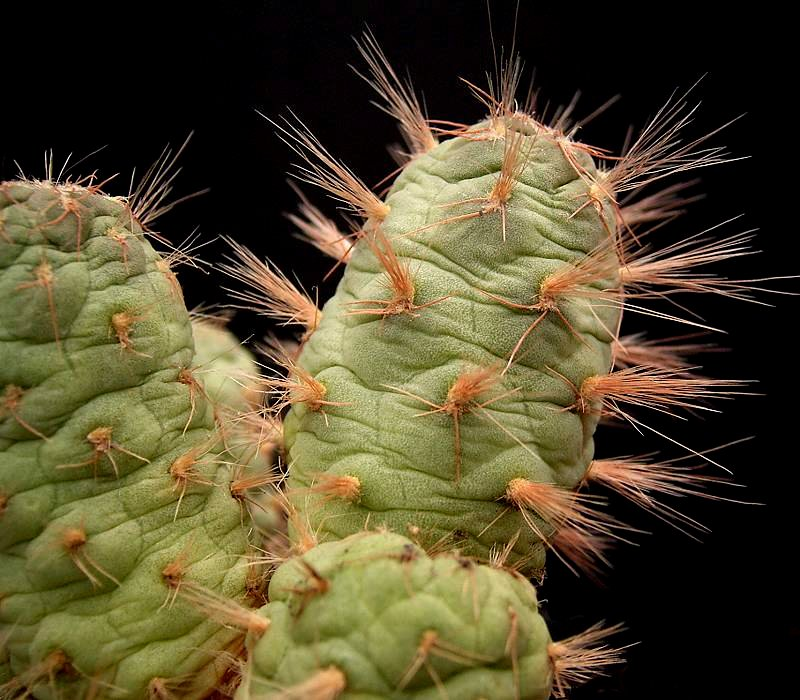
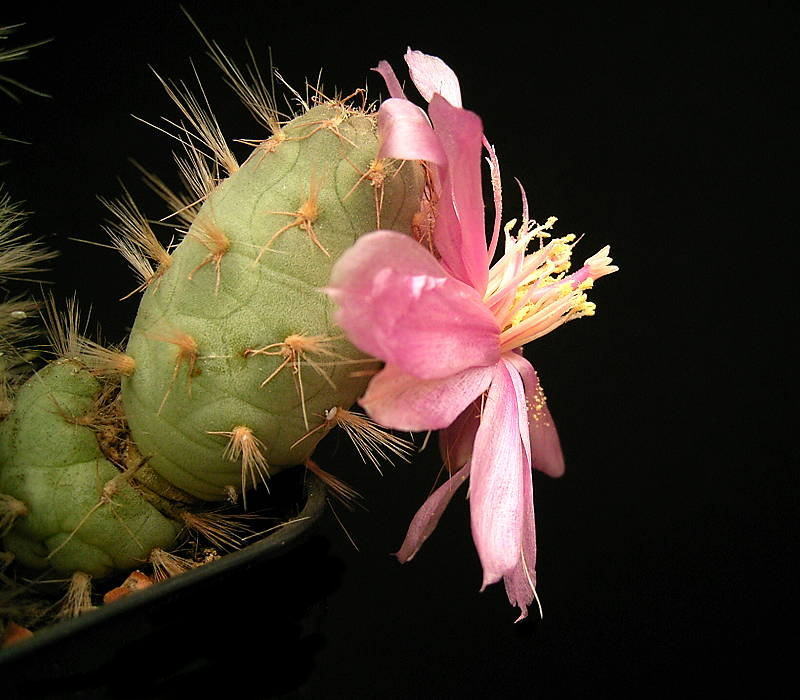
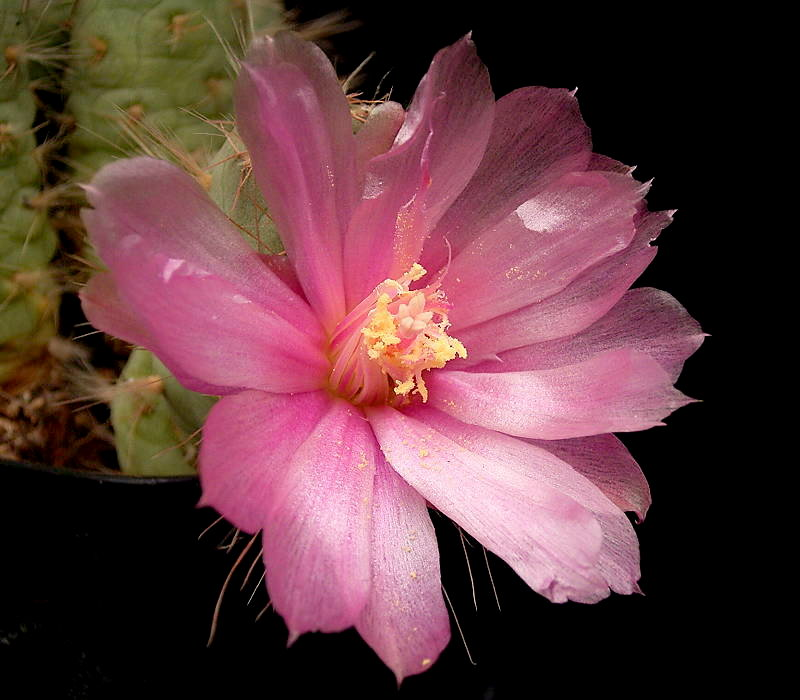
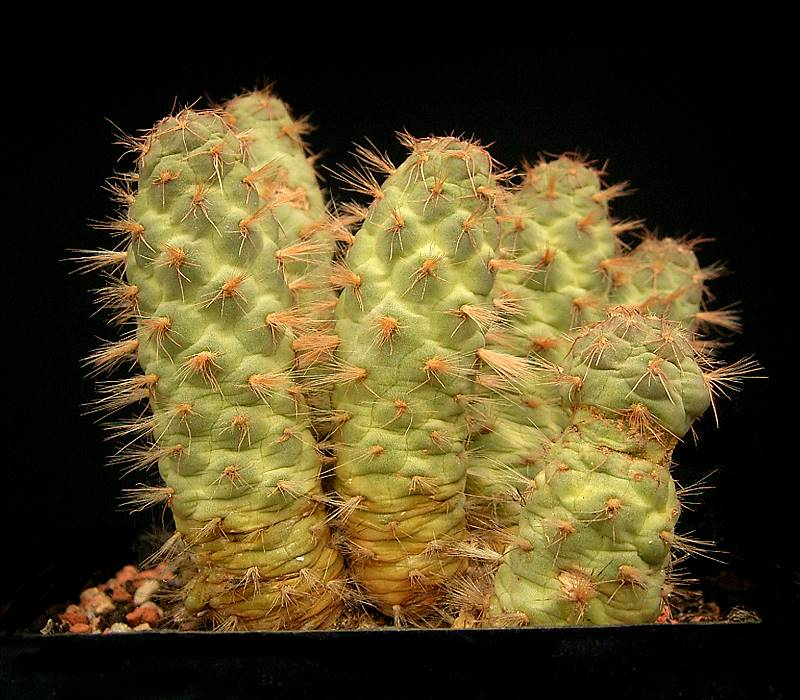